# 牧野伊三夫
牧野 伊三夫（まきの いさお、1964年7月4日 - ）は、画家。福岡県北九州市生まれ。

## 略歴
福岡県立小倉高等学校を経て、多摩美術大学を卒業。株式会社サン・アド退社後、画家として本格的に活動を開始。書籍・雑誌・広告の挿絵や装丁を多く手がける。最近では、故郷の北九州市役所の北九州市にぎわいづくり懇話会発行の情報紙「雲のうえ」編集委員もつとめるなど多彩な活動を行っている。また、毎年12月に表参道のHBギャラリーにて個展を行っている。
美術同人誌「画家のノート・四月と十月」の編集長であり、古墳部、風呂会、酒場部など様々な部活動を行っている。

## 個展
- 銀座月光荘画材店
- 国分寺喫茶「でんえん」
- 「湘南の商店街」展 代官山Utrecht [ユトレヒト] (2004)
- 「牧野伊三夫展　作曲家三浦陽子とのコラボレーション」(2004/12/16-12/27)
- 「牧野伊三夫展」HBギャラリー（2005/12/16-26）
- 「牧野伊三夫展 身のまわりのことなど」HBギャラリー（2006/12/15-12/23）
- 「牧野伊三夫展」HBギャラリー（2007/12/14-22）

## 主な活動歴
- 雑誌「暮しの手帖」- 表紙・挿絵
- 機関紙「WHISKY VOICE」サントリー発行 - 表紙・挿絵
- 同人誌「画家のノート・四月と十月」編集者・発起人
- 同人誌「風呂会」
- 携帯専用コンテンツ「酒場部会報」
- 同人誌「酒場部会報」ポプルス
- 国分寺のお酒とカレーライスのお店「ほんやら洞」の看板絵
- 単行本「和のノート―女の子向け日本文化案内」（木村衣有子）ポプラ社 (2003/11) - 装丁
- 単行本「京都のこころA to Z―舞妓さんから喫茶店まで」（木村衣有子）ポプラ社 (2004/10) - 装丁
- 雑誌「ku:nel vol.15」特集「牧野さんの夏」（2005/9/1）マガジンハウス
- CD『FINE』（真心ブラザーズ） (2006/4/19) - Pictures
- 単行本「1週間バリ」（山下マヌー）メディアファクトリー (2006/04) - 装丁
- 単行本「散歩のあいまにこんなことを考えていた」（松浦寿輝）(2006/04/15)- 装丁
- 単行本「くいしんぼう」（高橋みどり）筑摩書房 (2006/08) - 装丁
- 単行本「酒の肴」（高橋みどり）メディアファクトリー (2007/5/16) - 装丁
- 小説「かもめ食堂」（群ようこ）-　装丁
- 童話「ひろすけ童話絵本 子ざるのかげぼうし」（浜田広介作）集英社 (2005/05) - 挿画
- 北九州市情報紙「雲のうえ」編集委員
- 著作「画家のむだ歩き」中央公論新社 (2018/12)